# Liste der Senatoren der Vereinigten Staaten aus Hawaii
Die Liste der Senatoren der Vereinigten Staaten aus Hawaii zeigt alle Personen auf, die jemals für den Bundesstaat Hawaii dem US-Senat angehörten, nach den Senatsklassen sortiert. Dabei zeigt eine Klasse, wann dieser Senator wiedergewählt wird. Die Wahlen der Senatoren der class 1 fanden zuletzt 2024 statt; die Senatoren der class 3 wurden im Jahr 2022 wiedergewählt.

## Klasse 1

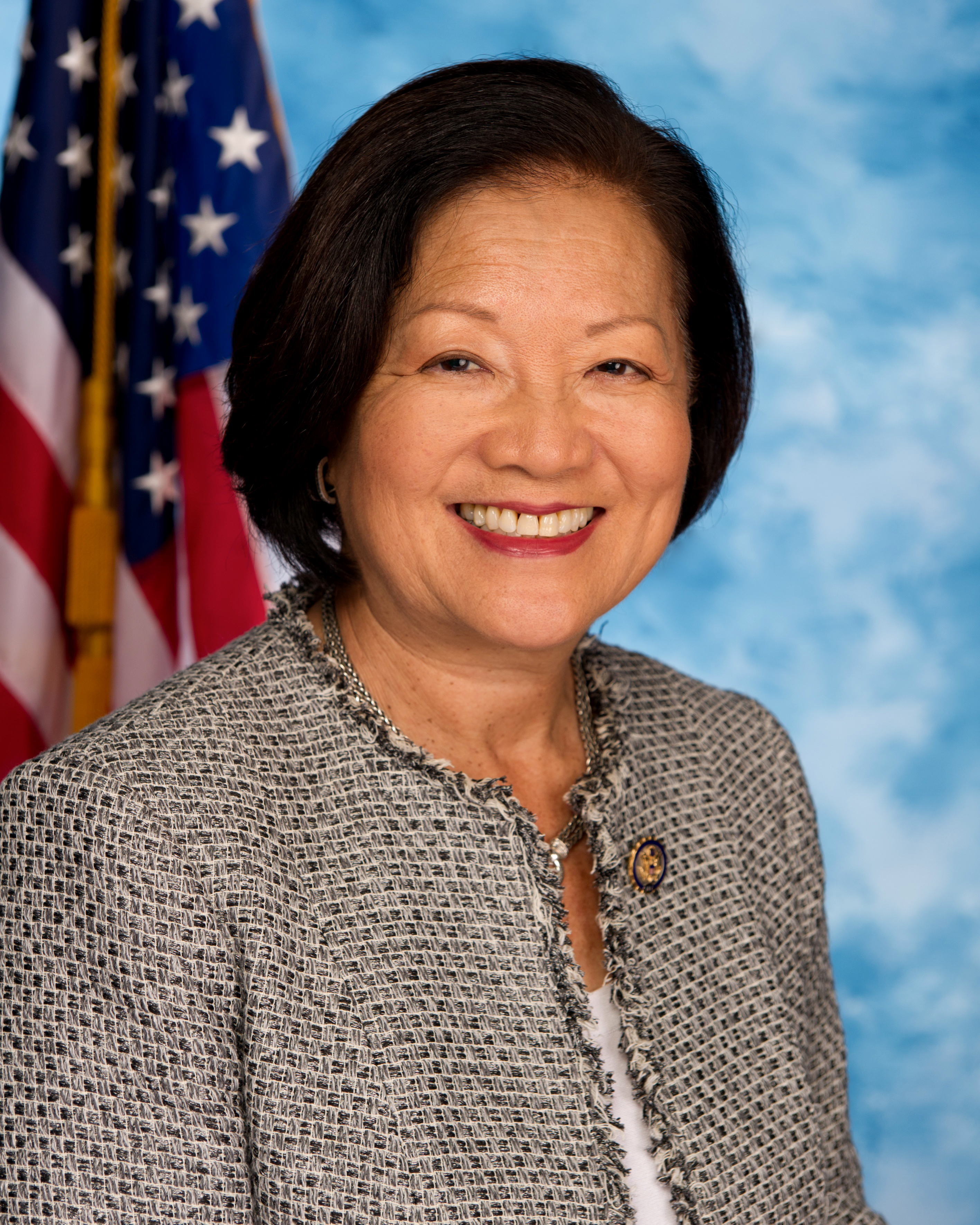
Mazie Hirono

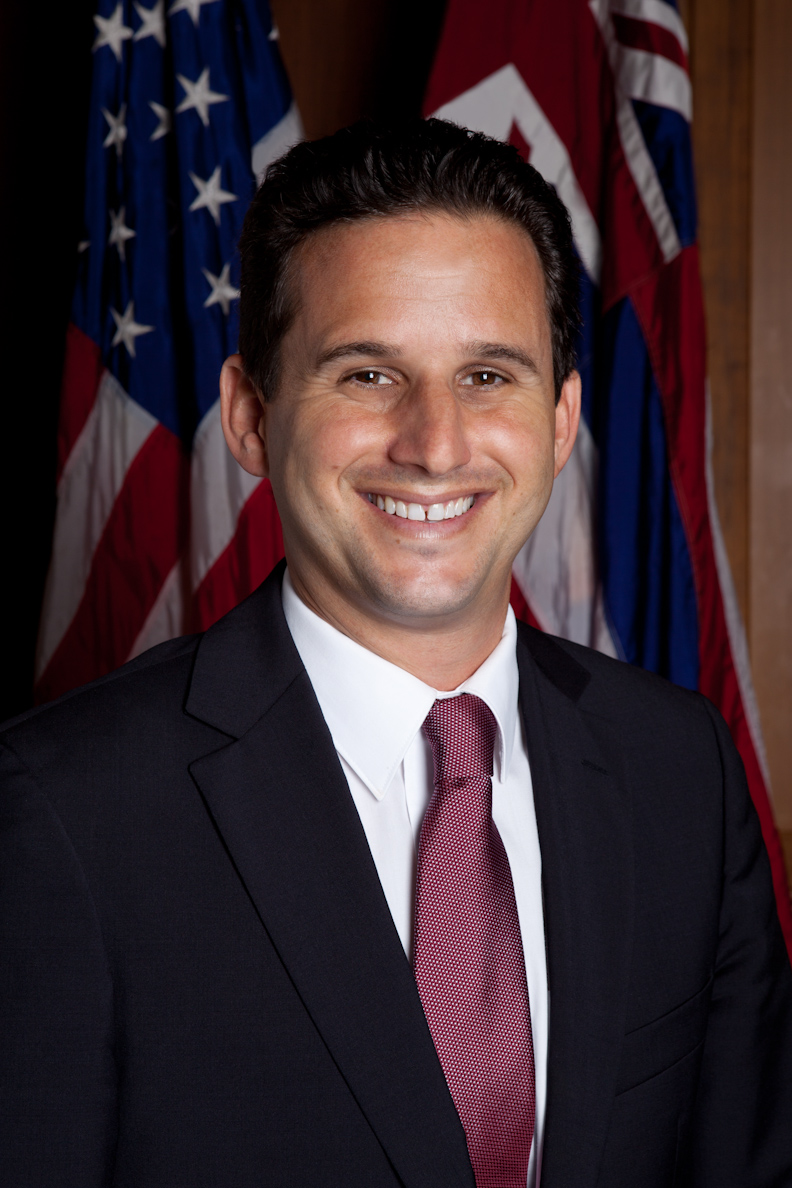
Brian Schatz

Hawaii ist erst seit dem 21. August 1959 ein Bundesstaat der Vereinigten Staaten und entsandte bislang vier Senatoren der class 1 in den Kongress.
| Name                     | Amtszeit  | Partei       | Lebensdaten                        |
| ------------------------ | --------- | ------------ | ---------------------------------- |
| Hiram Leong Fong         | 1959–1977 | Republikaner | 15. Oktober 1906–18. August 2004   |
| Spark Masayuki Matsunaga | 1977–1990 | Demokrat     | 8. Oktober 1916–15. April 1990     |
| Daniel Kahikina Akaka    | 1990–2013 | Demokrat     | 11. September 1924 – 6. April 2018 |
| Mazie Keiko Hirono       | seit 2013 | Demokrat     | * 3. November 1947                 |

## Senator class 3
Hawaii stellte bis heute drei Senatoren der class 3:
| Name                 | Amtszeit  | Partei   | Lebensdaten                         |
| -------------------- | --------- | -------- | ----------------------------------- |
| Oren Ethelbirt Long  | 1959–1963 | Demokrat | 4. März 1889–6. Mai 1965            |
| Daniel Ken Inouye    | 1963–2012 | Demokrat | 7. September 1924–17. Dezember 2012 |
| Brian Emanuel Schatz | seit 2012 | Demokrat | * 20. Oktober 1972                  |